# 1268年拜占庭-威尼斯條約
1268年拜占庭-威尼斯條約是在拜占庭帝國和威尼斯共和國之間簽訂的條約，同意暫時結束1261年拜占庭皇帝米海爾八世收復君士坦丁堡後雙方爆發的敵對行動。
威尼斯在1204年第四次十字軍東征建立了以君士坦丁堡為基地的拉丁帝國中享有特權地位，而巴列奧略家族則與威尼斯的主要商業競爭對手熱那亞共和國結盟來對抗他們。君士坦丁堡被巴列奧略家族光復，這對威尼斯在東方的政治和商業地位造成了沉重打擊，因為它切斷了通往黑海的通道，並為熱那亞人給予了特殊權利。
君士坦丁堡收復後，威尼斯爆發了針對熱那亞和拜占庭的海戰，儘管威尼斯在1263年的塞特波齊戰役中取得了重大勝利，但未能取得決定性的結果。然而巴列奧略對熱那亞的軍事表現感到不滿，兩個盟友彼此之間越來越不信任，導致拜占庭皇帝尋求與威尼斯和解。
第一份條約於1265年締結，但未得到威尼斯批准。後由於安茹的查理在意大利的崛起及其在更廣泛地區的霸權野心威脅著威尼斯和拜占庭，促使雙方尋求和解。雙方在1268年4月簽訂了一項新條約，其條款和措辭對拜占庭人更加有利。它規定了五年的相互休戰、釋放戰俘、並重新接納和規范威尼斯商人在帝國的存在。他們之前享有的許多貿易特權都得到了恢復，但與巴列奧略家族在1265年願意承認的條件相比，威尼斯的條件要差得多。拜占庭人被迫承認威尼斯對克里特島和第四次十字軍東征後佔領的其他地區的佔有權，但成功地避免了與熱那亞的全面決裂，同時打消了威尼斯艦隊協助安茹的查理奪取君士坦丁堡的計劃。